# Eliane Aïsso
Eliane Aïsso, née le 18 avril 1989 à Abomey-Calavi, est une artiste plasticienne et photographe béninoise. 

## Biographie

### Enfance
Eliane Aïsso, née dans la commune Abomey-Calavi le 18 avril 1989est une artiste plasticienne et photographe,, elle est issue d’un père entrepreneur et d’une mère styliste. 

### Études
Entre 2002 et 2005, Eliane s'inscrit au CAP en Arts, spécialité art textile, avant de poursuivre avec un diplôme de technicien en sciences et techniques des métiers d’arts (DT/STMA) spécialité art qu'elle obtient en 2008.
Elle obtient la licence et master en histoire à l'université d'Abomey-Calavi et est diplômée de l’École Supérieure des Métiers Artistiques (ESMA). En 2018, elle s'inscrit à une formation de deux ans au Studio National des Arts Contemporains de Fresnoy et devient diplômée,.

### Carrière
Eliane commence sa carrière en participant à plusieurs résidences, rencontres et ateliers tant au niveau national qu'international. Elle bénéficie de l'accompagnement de son mentor, Dominique Zinkpé, un artiste plasticien originaire du Bénin, qui lui apporte un soutien précieux, un regard extérieur et des échanges constructifs qui enrichissent sa démarche artistique.

## Œuvres
- Ati okuku de imolé[2]

## Expositions
- 2019 : 80 ans de photographie en terre vaudou, exposition collective Galerie Valois, Paris
- 2019 : Panorama 21, Installation Eliane Aïsso, Ati okuku de imole, de l’invisible au visible, Institut du Fresnoy à Tourcoing, France
- 2018 : Exposition à la biennale de Dakar, Sénégal
- 2018 : Expo à l’espace Tchif, Cotonou, Bénin